# بورگ (بیتبورگ-پروم)
بورگ (به آلمانی: Burg) یک شهر در آلمان است که در بیتبورگ-پروم واقع شده‌است.